# Lepthyphantes maculatus
Lepthyphantes maculatus là một loài nhện trong họ Linyphiidae.
Loài này thuộc chi Lepthyphantes. Lepthyphantes maculatus được Richard C. Banks miêu tả năm 1900.